# Friedrich von Rödern

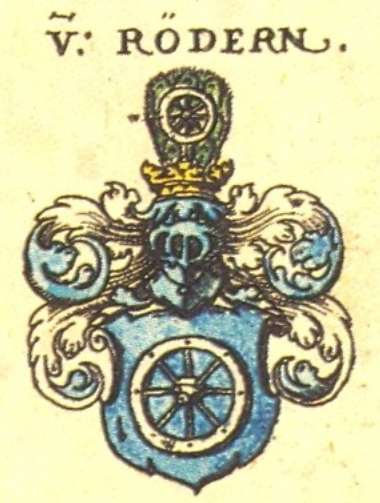
Wappen der schlesischen Familie von Rödern

Friedrich Freiherr von Rödern, auch Friedrich von Redern (* vor 1524; † 3. März 1564 in Breslau, Fürstentum Breslau), war ein schlesischer Adliger und als erster Präsident der Schlesischen Kammer ein österreichischer Minister.

## Leben
Von Rödern entstammte der schlesischen Adelsfamilie von Redern auf Ruppersdorf (Wyszonowice). Sein Vater war Christoph von Redern zu Ruppersdorf, Bohrau, Schönfeld (Siedlimowice bei Żarów), Warkotsch (Ortsteil von Strehlen) und Jenkwitz (Gemeinde Kostenblut), seine Mutter war Anna Wachtel.

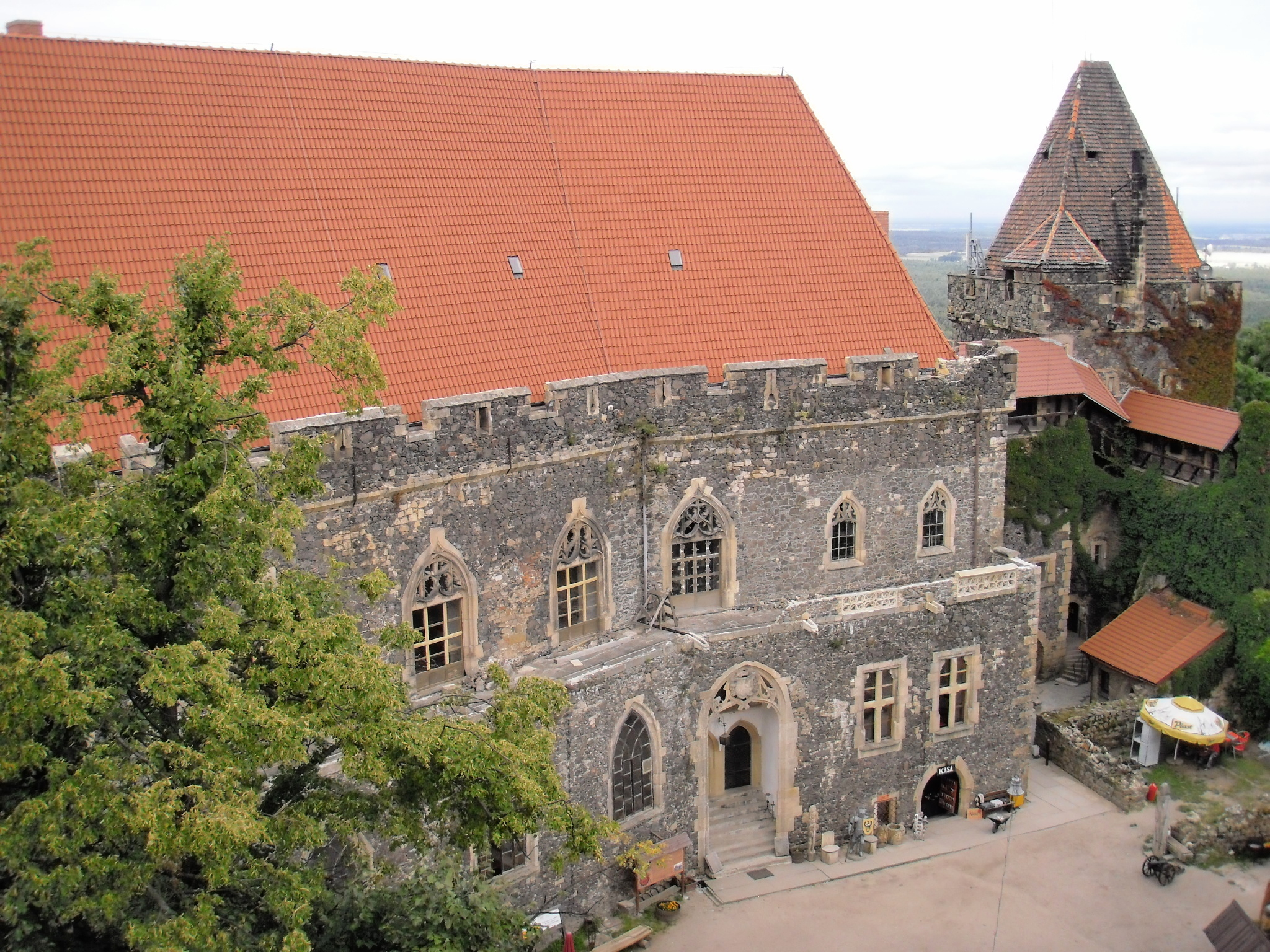
Schloss Gröditzberg 2011

### Heirat und Schlosshauptmann
1533 wird er als Herr zu Markt Bohrau genannt. 1539 heiratete er Salomé von Schönaich († 17. Dezember 1556), Tochter des Kriegsherrn Georg von Schönaich. Das Paar hatte acht Kinder, darunter Melchior. 1542 wird Rödern als Schlosshauptmann des Gröditzberges erwähnt. 1541 erbt er gemeinsam mit seinen Brüdern Ruppersdorf, 1546 kauft er Mückendorf (Muchowiec, Ortsteil von Strehlen) und Baude (untergegangen). Spätestens seit 1545 ist er nicht mehr auf Schloss Gröditzberg.

### Königlicher Kommissar und Rat
1551 wird Friedrich von Rödern von König Ferdinand I. als Kommissar berufen, um im Auftrag des Königs die Übernahme des aus der Pfandschaft der Markgrafen von Brandenburg-Ansbach zu lösenden Fürstentums Oppeln vorzunehmen. Dabei sollte von Rödern die dem König zufließenden Finanzen überprüfen und verlorengegangene Einkünfte wiederherstellen. 1552 setzte er diese Tätigkeit fort, nun auch für das Fürstentum Ratibor. Ende 1552 und noch einmal im April 1553 wurde er von König Ferdinand als Diplomat zu Königin Isabella von Ungarn gesandt, um über einen Tausch der Fürstentümer Oppeln und Ratibor mit Ungarn und den siebenbürgischen Landen zu verhandeln. Nach anderen Quellen hatte Isabella zu diesem Zeitpunkt jedoch schon auf Ungarn verzichtet und befand sich in Polen. Als Belohnung für seine Tätigkeiten erhielt von Rödern die oberschlesischen Städte Tost (1553) und Peiskretscham (1554) samt den königlichen Einkünften in Pfandbesitz, für eine mäßige Summe. Darüber hinaus wurde von Rödern zum königlichen Rat am Wiener Hof ernannt.

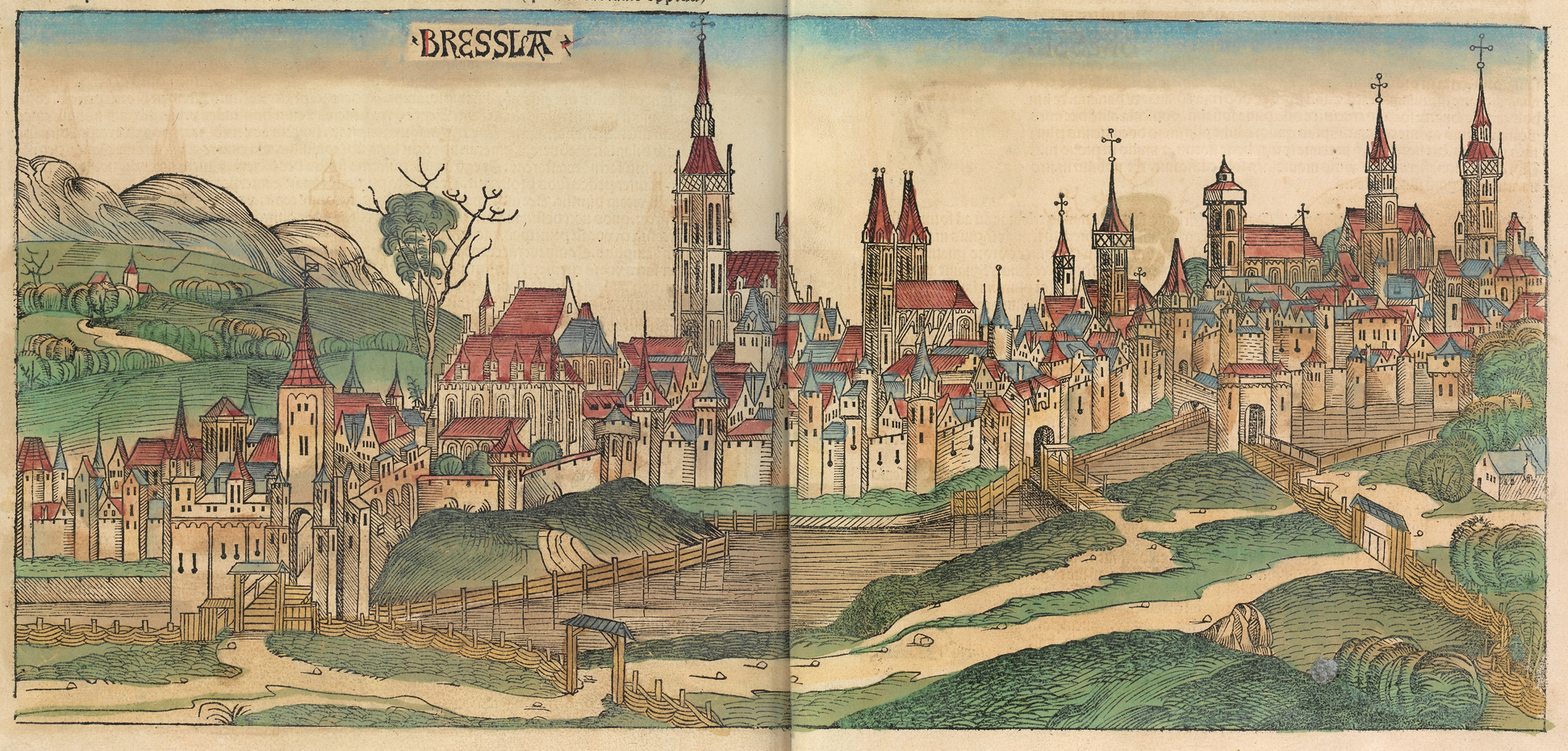
Ansicht der Stadt Breslau am Ausgang des 15. Jahrhunderts. Aus der Schedelschen Weltchronik.

### Vitztum in Schlesien
Am 3. Januar 1554 setzte König Ferdinand I. ihn als Vitztum (vicedominus) in Schlesien ein. Der Vitztum war der Böhmischen Kammer unterstellt, der er auch zur Rechnungslegung verpflichtet war. Sein Auftrag war es, das Finanzwesen in Schlesien zu ordnen und die in jahrelanger Vernachlässigung gesunkenen königlichen Einkünfte wieder zu heben. Dazu sollte von Rödern in allen Orten Schlesiens, insbesondere aber im reichen Breslau, die althergebrachten Privilegien und Vereinbarungen mit den böhmischen Königen überprüfen und gegebenenfalls wieder in Stand setzen und erneuern. Friedrich von Rödern erhielt dafür ein Jahresgehalt von 700 Talern und Wohnung und Amtssitz in der königlichen Burg zu Breslau. Er ging bei der Erfüllung seiner Aufgabe ohne irgendwelche Rücksichten an das Werk. An vielen Orten wurden Rechte, die in gutem Glauben ausgeübt worden waren, mit einem Mal in Frage gestellt und urkundliche Beweise verlangt. Häufig wurden Leistungen für den König, die längst außer Gebrauch gekommen waren, wieder gefordert. Das machte ihn in Schlesien und besonders beim Rat der Stadt Breslau sehr verhasst.

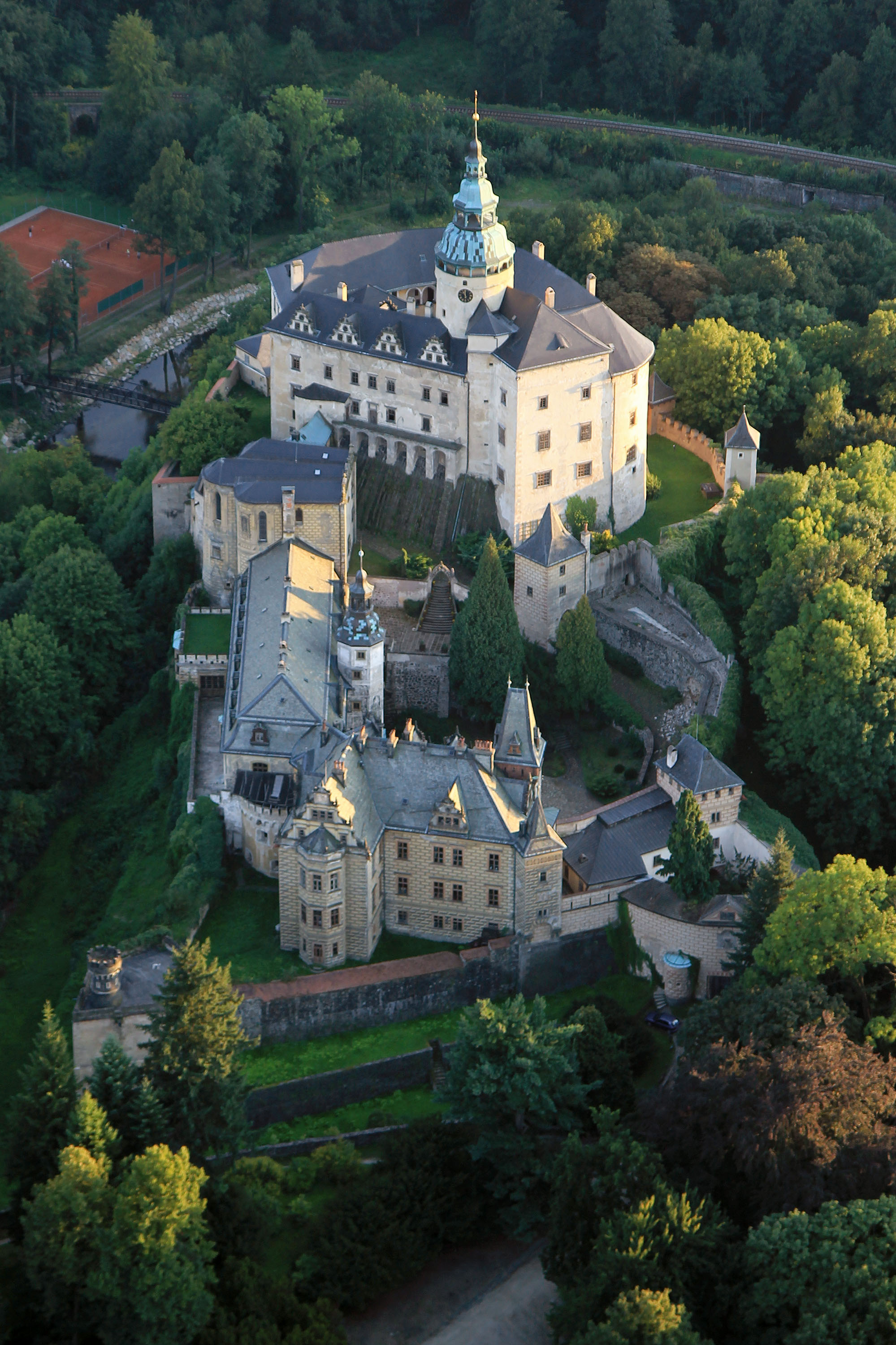
Schloss Friedland in Böhmen

### Die Herrschaften Friedland und Seidenberg
Für seine Dienste erhielt von Rödern vom König Ferdinand I. 1558 gegen eine Geldsumme von 40.000 Talern die Oberlausitzer Herrschaft Seidenberg und die böhmische Herrschaft Friedland mit der Stadt Reichenberg als ein Erblehen männlichen Geschlechts. König Ferdinand benötigte das Geld, um die Herzogtümer Oppeln und Ratibor aus einer Pfandschaft auszulösen. Friedrich von Rödern erwies sich seinen neuen Untertanen als ein milder, wohlwollender und der Reformation zugetaner Landesherr. Sein Enkel Christoph von Redern verlor die Herrschaften jedoch wieder 1620 nach der Schlacht am Weißen Berg an Albrecht von Wallenstein. Danach wurden die Protestanten vertrieben und der Katholizismus wieder eingeführt.

### Präsident der Schlesischen Kammer
Am 21. November 1558 wurde die Finanzverwaltung Schlesiens dann vollständig aus der Böhmischen Kammer ausgegliedert und anstelle des Vitztums wurde eine eigene Schlesische Kammer mit Friedrich von Rödern als Kammerpräsidenten geschaffen. Außerdem gehörten der Schlesischen Kammer noch die Kammerräte Kanzler Hans Schaffgotsch von Kynast, Ritter Heinrich von Hohberg und Fabian Kindler an.
Das Ansehen der neuen Kammerbehörde war noch schlechter als das des Vitztums. Das zeigte sich beispielsweise darin, dass es den Kammerräten nur mit äußerster Mühe gelang, eine Wohnung in Breslau zu kaufen oder zu mieten. Von der Kanzel wurden sie in einer Predigt „fur hofteufel, die umb einer hofsuppen redten, was E.[ure] M.[ajestät] gern hören“ erklärt. Selbst zu tätlichen Angriffen auf die Räte und ihre Diener kam es.

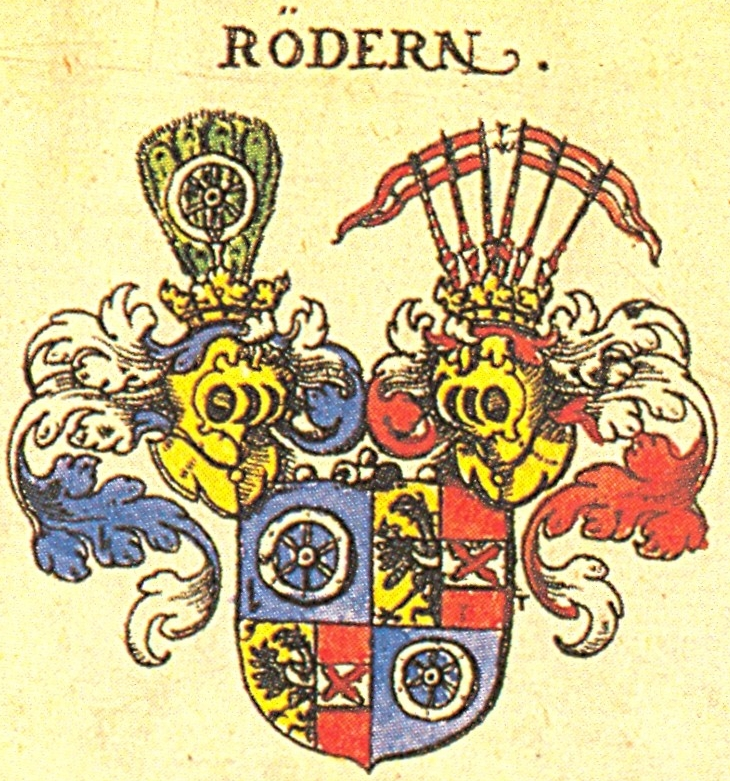
Wappen der Freiherren von Rödern

### Freiherrenstand
Nichtsdestotrotz wurde mit Einrichtung der Kammer Schlesien finanziell unabhängig von Böhmen und war nurmehr der Hofkammer in Wien unterstellt.
Friedrich von Rödern wurde am 17. April 1562 in den Freiherrenstand versetzt. Am 26. September 1562 erhielt er ein Diplom als Herr von Friedland und Seidenberg.

## Bedeutung für die schlesische Geschichte
Friedrich von Rödern starb 1564 in Breslau. Sein bekanntester Sohn wurde der zu diesem Zeitpunkt erst neunjährige spätere Generalfeldmarschall Melchior von Redern (1555–1600).
Trotz der erbitterten Konflikte war die Tätigkeit Friedrich von Röderns vorteilhaft für das zersplitterte Schlesien und er gilt unzweifelhaft als der bedeutendste Minister des Königs Ferdinand I. in diesem Lande.